# Karl Brunner von Wattenwyl
Karl Brunner von Wattenwyl (ur. 13 czerwca 1823 w Bernie, zm. 24 sierpnia 1914) – szwajcarski naukowiec: fizyk, geolog i biolog; specjalizował się w entomologii, zwłaszcza w szeroko rozumianych owadach prostoskrzydłych.

## Życiorys
Karl urodził się 13 czerwca 1823 roku w szwajcarskim Bernie. Jego ojcem był Karl Brunner, profesor chemii i farmacji, w latach 1836–1837 rektor Uniwersytetu Berneńskiego, matką zaś Klara Charlotte Otth, córka urzędnika miejskiego. Karl Brunner von Wattenwyl studiował fizykę i geologię, najpierw na Uniwersytecie Genewskim, a od 1843 roku w Berlinie. W 1846 roku doktoryzował się w Berlinie. W 1847 roku na uniwersytecie w Bernie uzyskał habilitację w dziedzinie fizyki, a w 1849 roku uzyskał tam tytuł profesora.
W 1851 roku zajął się wprowadzeniem na terenie Szwajcarii sieci telegraficznej. Początkowo pracował pod kierownictwem Carla Augusta von Steinheila, po czym sam objął stanowisko kierownicze. W 1852 roku odegrał kluczową rolę w międzynarodowych negocjacjach dotyczących regulacji przebiegu rzeki Ren. Od 1857 roku zajmował się organizacją sieci telegraficznej w Austrii. W 1865 roku z jego inicjatywy odbyła się w Paryżu pierwsza międzynarodowa konferencja telegraficzna. W związku ze swoją pracą na stałe przeprowadził się do Wiednia, gdzie w 1872 roku został doradcą w Ministerstwie Handlu. Brał także udział we wprowadzeniu telegrafu w Grecji i Turcji. Zmarł 24 sierpnia 1914 roku w Austrii, według jednych źródeł w Wiedniu, według innych w Kirchdorf an der Krems.
Jego żoną była Emilie Elise Karoline, córka oficera Karla Antona von Wattenwyla. Miał z nią jedną córkę i trzech synów.

## Praca naukowa
Na wczesnym etapie kariery naukowej Karl Brunner von Wattenwyl publikował liczne prace z dziedziny chemii, fizyki, geologii, glacjologii i meteorologii. Już po przeprowadzce do Wiednia zainteresował się owadami prostoskrzydłymi, które wówczas szerzej definiowane obejmowały przedstawicieli współcześnie rozumianych rzędów prostoskrzydłych, karaczanów, straszyków i modliszek. Pierwsza jego publikacja na ich temat ukazała się w 1861 roku. Były to Orthopterologische Studien. Beiträge zu Darwin’s Theorie über die Entstehung der Arten  (Studia Ortopterologiczne. Wkład do teorii Darwina o pochodzeniu gatunków). W 1865 roku w swym Nouveau Systeme des Blattaires wprowadził nową klasyfikację karaczanów, która stała się podstawą dla systemów późniejszych autorów. W publikacjach z 1878 roku wprowadził podział prostoskrzydłych długoczułkowych na rodziny oraz opublikował monografię rodziny długoskrzydlakowatych. W 1882 roku wydał najobszerniejsze swe dzieło, Prodromus der europäischen Orthopteren, które Malcolm Burr określił encyklopedią europejskich prostoskrzydłych. W 1888 roku ukazała się monografia Stenopelmatidae i Gryllacrididae pióra Brunnera von Wattenwyla, a w 1890 roku monografia Proscopidae. W 1891 roku opublikował obszerne Additamenta zur Monographie der Phaneropteriden. Dzięki możliwości przebadania kolekcji birmańskich prostoskrzydłych zgromadzonej przez Leonarda Feę wydał w 1893 roku Révision du système des Orthoptères... Zawarta tam klasyfikacja prostoskrzydłych posłużyła za podstawę późniejszym autorom. W 1897 roku opublikowano w językach niemieckim i angielskim jego ogólnoentomologiczną pracę o ubarwieniu owadów (Observations on the Colours of Insects). W latach 1906–1908 ukazała się w trzech tomach napisana wspólnie z Josefem Redtenbacherem monografia Die Insektenfamilie der Phasmiden poświęcona straszykom.
Brunner von Wattenwyl opisał setki nowych dla nauki taksonów. Jego wiedeńska kolekcja prostoskrzydłych była swego czasu największą na świecie, obejmując m.in. tysiące okazów typowych. Na jego cześć nazwano liczne nowe taksony, w tym rodzaje Brunnerella, Brunnergryllacris, Brunneria, Brunneriana, Bruntridactylus, Wattenwylia, Wattenwyliella, Wattenwylscopia. W 1893 roku wyróżniony został członkostwem honorowym Entomological Society of London.

## Odznaczenia
Karl Brunner von Wattenwyl otrzymał liczne odznaczenia. Był komandorem orderów Albrechta i Medżydów, wielkim oficerem Orderu Maurycego i Łazarza, kawalerem orderów: Czerwonego Orła, św. Anny, św. Stanisława, Żelaznej Korony, Lwa Zeryngeńskiego i Zbawiciela.